# Список персонажей манги «Сакура, собирательница карт»
Персонажей манги «Сакура, собирательница карт» придумала Нанасэ Окава. Дизайнером персонажей была художница манги Мокона Апапа. Во многих главах приведены характеристики всех тридцати персонажей, присутствующих в манге: род занятий, предпочтения, желания. Дизайнером персонажей в аниме выступила Кумико Такахаси. Многие персонажи, присутствующие в аниме, отсутствуют в оригинальной манге: Ли Мэйлин, Ван Вэй и др.
Имена персонажей несут определённый смысл: все члены семьи Киномото названы в честь цветов: Сакура — в честь цветов вишни, Тоя — в честь цветов персика, Фудзитака — в честь глицинии, Надэсико — в честь гвоздики. В именах персонажей, имеющих силу луны, есть элементы, которые и означают понятие «Луна» на разных языках: Кахо Мидзуки, Юкито Цукисиро, Накуру Акидзуки (наличие кандзи 月), Юэ (по-китайски), Руби Мун (по-английски). Такие имена, как Руби Мун и Спинель Сан, указывают на наличие в арсенале персонажей кристаллов рубина и шпинеля, стреляющих лазерами. Имя Кербероса имеет мифологическое происхождение.

## Главные персонажи

### Сакура Киномото
Сакура Киномото (яп. 木之本 桜 Киномото Сакура) — ученица 4-го класса школы «Томоэда», хорошо учится, хотя и не любит точных наук. Предпочитает физкультуру. Сакура очень спортивная девочка и является капитаном группы поддержки. Весёлая, жизнерадостная и общительная, она хорошо ладит с одноклассниками, ответственно исполняет свои обязанности. При этом Сакура очень доверчива и не всегда сообразительна. Из-за того, что старший брат Тоя много раз пугал её призраками, она боится привидений. Сакура обладает способностью видеть будущее в сновидениях. Её жизнь кардинально меняется после того, как она нашла и уронила волшебную книгу, из которой вылетело и разлетелось по свету множество карт. Тотчас же появился хранитель книги, Керберос, маленькое крылатое существо, похожее на жёлтого мишку. Хранитель карт уснул на посту и позволил девочке взять в руки книгу. Ему ничего не остаётся делать, кроме как объединить усилия с Сакурой, чтобы поймать и запечатать все карты Клоу. Впоследствии Сакура знакомится с Ли Сяоланом и его кузиной Ли Мэйлин, приехавшими из Китая учиться в школе Томоэда. Сяолан охотится за картами, а потому становится её соперником, но одновременно он и его кузина помогают Сакуре собирать карты. Сакуре очень нравится Юкито, друг Тои. Несмотря на равнодушие к математике, Сакура испытывает симпатию к преподавательнице этого предмета Кахо Мидзуки, которая впоследствии поможет ей сделаться повелительницей карт. Собрав все карты, Сакура трансформирует их в карты Сакуры. В этом ей помогает новый одноклассник Эриоль Хиирагидзава, который в прошлой жизни создал эти карты. Попытка Сакуры признаться Юкито в любви оборачивается неудачей: тот ласково отвергает её чувства и убеждает девочку, что она относится к нему только как к другу, при этом Юкито признаётся ей, что самым близким для него человеком является её брат Тоя. Юкито  — это земная форма Юэ. Люди, имеющие магическую силу, инстинктивно тянутся к нему (и не только девушки, но и мужчины). Со временем Сакура принимает чувства Ли Сяолана (после того, как он признаётся ей в любви).
В 2002 году Сакура заняла первое место в конкурсе Anime Saimoe Tournament.
Сэйю — Сакура Тангэ

### Томоё Дайдодзи
Томоё Дайдодзи (яп. 大道寺 知世 Дайдодзи Томоё) — ученица школы «Томоэда», лучшая подруга и троюродная сестра Сакуры. Томоё из богатой семьи, хотя в первых сериях Сакура отмечает, что никогда не слышала, чтобы её подруга говорила о своём отце. Томоё — добрая и спокойная, очень наблюдательная. Хорошо учится, поёт в школьном хоре, прекрасно рисует и шьёт. Единственная из друзей Сакуры, кто знает о её магических способностях. Её хобби — шить для Сакуры боевые костюмы и снимать «подвиги» Сакуры на видеокамеру. Её мать владеет фабрикой игрушек «Дайдодзи», поэтому Томоё иногда доводится испытывать новые образцы продукции. Так, в одной из первых серий Томоё дарит Сакуре две детские рации — для неё и Керо, чтобы всегда быть с ними на связи. Считает, что счастье — это осознание того, что самому близкому человеку хорошо. Для Томоё самым близким человеком является Сакура.
В 2001 году в гран-при журнала Animage Томоё разделила 14-е место с Фионой из аниме-сериала Zoids и Мэй из Hand Maid May в номинации «Лучший женский персонаж» (все три героини набрали по 63 голоса).
Сэйю — Дзюнко Ивао

### Керберос
Керберос (яп. ケロベロス Кэробэросу) — магический зверь, охраняющий волшебную книгу с картами Клоу. Сакура и Томоё называют его уменьшительно-ласкательным прозвищем Керо. Керберос уснул на 30 лет на своём посту, а проснулся только после того, как все карты Клоу разлетелись. Керо назначил Сакуру ловцом карт и обязал вернуть все разлетевшиеся карты. Является маскотом Сакуры. Керо похож на маленького жёлтого плюшевого мишку с крыльями, он очень весёлый и энергичный, любит есть сладости, спать и играть в видеоигры. Керо поддерживает хорошие отношения с Сакурой и Томоё, находится в конфликте с Ли Сяоланом и Ли Мэйлин, побаивается Тою, подозревает Кахо Мидзуки в том, что она владеет магической силой. Керо всегда помогает Сакуре ловить карты своими советами. После того, как Сакура поймала карты огня и земли, к Керо возвращаются его силы. Он обретает свою истинную форму — превращается в огромного льва с крыльями. Его символ — Солнце. После последнего испытания Керо помогает Сакуре трансформировать карты. Он знал о том, что Юэ мог погибнуть из-за недостатка сил, но не сказал об этом Сакуре, чтобы та не волновалась, поскольку всегда относился к Сакуре как к другу.
Сэйю — Ая Хисакава и Масая Оносака

### Ли Сяолан
Ли Сяолан (яп. 李 小狼 Ри Сяоран, иер. трад. 李小狼, ютпхин: Lei⁵ Siu²long⁴, кант.-рус.: Лэй Сиулон, пиньинь: Lǐ Xiǎoláng) — представитель рода Ли и Тао, родственник Клоу Рида по материнской линии. Учится по программе обмена учениками в школе «Томоэда». Владеет несколькими видами ушу, обладает магической силой стихий. Его атрибуты — меч и компас. В Томоэда приехал из Гонконга с целью завладеть картами Клоу. Первоначально был враждебно настроен по отношению к Сакуре, однако впоследствии изменил к ней своё отношение и стал союзником Сакуры, после чего влюбился в неё. Ли Сяолан отличается очень твёрдым и властным характером, хотя довольно доверчив, бывает невнимательным, особенно когда рядом появляется его кузина Ли Мэйлин. В последнем испытании он проиграл судье Юэ, лишившись звания властелина карт. Однако он помог Сакуре в трансформации карт. Сяолан недолюбливает Эриоля Хирагидзаву и ревнует к нему Сакуру. Позднее признаётся Сакуре в своих чувствах.
Сэйю — Мотоко Кумаи

## Основные персонажи

### Юкито Цукисиро
Юкито Цукисиро (яп. 月城 雪兎 Цукисиро Юкито) — ученик старшей школы «Сэйдзё», одноклассник и лучший друг брата Сакуры, Тои. Скромный, обладает тихим голосом. Кожа очень бледная, волосы серые. Несмотря на свой хрупкий внешний вид, он ловок и обладает хорошей реакцией.
Юкито ни разу не проявлял агрессии по отношению к людям, а в ряде ситуаций его улыбка удивительным образом обезоруживала собеседника. Общается преимущественно с Тоей, он для него самый дорогой человек. По отношению к Сакуре добр, относится к ней как к младшей сестре.
Юкито - альтер эго второго Хранителя Сакуры, Юэ. Сам он не полностью осознает этого, так как они две разные личности в одном теле, но подозревает. Из-за недостачи магии хозяйки ему было тяжело поддерживать свою жизненную энергию, отчего Юкито постоянно спал. Тоя, беспокоясь за друга, отдал тому всю свою магию, жертвуя возможностью общаться с духом матери.
Сэйю — Мэгуми Огата

### Тоя Киномото
Тоя Киномото (яп. 木之本 桃矢 Киномото То:я) — старший брат Сакуры. Ученик старшей школы «Сэйдзё», одноклассник и лучший друг Юкито. Серьёзный и ответственный, помогает отцу и заботится о Сакуре. При этом любит подтрунивать над Сакурой и обзывать её монстриком. Его день рождения — 29 февраля.
Как и вся семья Киномото, Тоя любит занятия спортом. Играет на рояле. Часто меняет подработки. В школе Тоя популярен у девушек, но подруги у него нет. В прошлом он встречался с Кахо Мидзуки, но она уехала в Англию.
Тоя обладает способностью чувствовать магические способности других людей и взаимодействовать с духами умерших. Так, он мог общаться со своей покойной матерью и видел призраков в городском парке. Но позже передал свою силу Юэ, чтобы спасти его, когда тот находился на грани смерти.
С самого начала Тоя догадался, что Сакура занимается ловлей карт. Следовательно, Ли Сяолан и Керберос также не могли не привлечь его внимания, несмотря на попытки Кербероса притворяться плюшевой игрушкой.
Сэйю — Томокадзу Сэки

### Ли Мэйлин
Ли Мэйлин (яп. 李 苺鈴 Ри Мэйрин, иер. трад. 李苺鈴, ютпхин: Lei⁵ Mui⁴ling⁴, кант.-рус.: Лэй Муйлин, пиньинь: Lǐ Méilíng) — кузина Сяолана, которая прибывает из Гонконга в середине первого сезона. Вспыльчивая и ревнивая, нередко становится источником различных конфликтных ситуаций. Магических сил не имеет, но отлично владеет искусством ближнего боя.
Любит Сяолана и старается завоевать его расположение, но её нетерпеливость и склонность к скандалам вызывают противоположный эффект.
Сяолан относится к ней как к надоевшей младшей сестре. Ли Мэйлин с самого начала недолюбливает Сакуру и Кербероса, видит в них соперников по собиранию карт. Когда поняла, что Сяолан любит Сакуру, сдалась и даже стала помогать им. Хотя при этом Мэйлин не упускала момента покритиковать Сакуру за наивность.
Появляется только в сериале, в манге этот персонаж отсутствует.
Сэйю — Юкана Ногами

### Кахо Мидзуки
Кахо Мидзуки (яп. 観月 歌帆 Мидзуки Кахо) — жрица в святилище Цукиминэ, дочь первожреца святилища, учительница математики в школе Томоэда. Спокойна и добра, знает всё обо всех. Умеет гадать по воде и имеет прорицательскую силу. Её первой любовью стал Тоя Киномото, в классе которого она преподавала математику. Позже она разошлась с ним и уехала на учёбу в Англию. Затем она вернулась в Томоэда преподавать в школе. Сакуре она очень нравится, Ли её побаивается, Керо ощутил её силу. Мидзуки помогла Сакуре запечатать множество карт. После — уехала в Англию, где встретилась с Эриолем и узнала о том, что он реинкарнация Клоу Рида.
Сэйю — Эми Синохара

### Эриоль Хиирагидзава
Эриоль Хиирагидзава (яп. 柊沢 エリオル Хиирагидзава Эриору) — загадочный мальчик, реинкарнация Клоу Рида. Является главным антизлодеем в третьем сезоне, о чём Сакура не подозревает.
Эриоль поступает в класс Сакуры под видом ученика из Англии. Очень добр и тактичен. Ведёт себя по-взрослому. Поддерживает с Сакурой дружеские отношения.
Эриоль только выглядит ребёнком — на деле он является взрослым. Его истинные намерения проясняются только ближе к финалу сериала. Эриолю помогают созданные им же существа — Руби Мун и Спинель Сан.
Сэйю — Нодзому Сасаки

### Юэ
Юэ (яп. ユエ, пиньинь Yuè) — второй хранитель карт. Крылатое, человекоподобное существо. В отличие от Кербероса, олицетворяющего Солнце, Юэ относится к Луне. Его характер — полная противоположность Керберосу — холоден, молчалив и практически не проявляет эмоций. Юэ является истинной формой одного из персонажей — фактически он спит внутри человека (Юкито), пробуждаясь в редкие моменты.
Для успешного прохождения «экзамена» ловец карт должен победить Юэ, использовав весь накопленный арсенал карт. В этом случае ловец карт получает звание хозяина карт Клоу.
Сэйю — Мэгуми Огата

### Руби Мун
Руби Мун (яп. ルビー・ムーン Руби: Му:н) — человекоподобное существо, созданное Эриолем, аналог Юэ. Выглядит как высокая женщина с розово-бордовыми волосами и большими крыльями бабочки; её оружие — кристаллы рубина. Руби не имеет пола, но девушкой ей нравится быть больше, чем мужчиной.
В человеческой форме называет себя Накуру Акизуки, учится вместе с Тоей и Юкито. Наигранно эмоциональна, ведёт себя развязно — часто пристаёт к Тое.
Во время съёмок фильма в доме Эриоля ей приходится отступить, так как Тоя выгоняет её из комнаты и захлопывает дверь перед носом, оставаясь вдвоём с Юкито.
Сэйю — Рёка Юдзуки

### Спинель Сан
Спинель Сан (яп. スピネル・サン Супинэру Сан), англ. Spinel Sun) — второе создание Эриоля, аналог Кербероса. В истинной форме выглядит как чёрная пантера с крыльями бабочки; в земной — как тёмно-синий котёнок с крыльями стрекозы и спиральным хвостом (в этом облике получил от Накуру прозвище Суппи (яп.  スッピ), которое ему не нравится). Спокоен и рассудителен, иногда любит поворчать; считает Керо глупым, поскольку тот при первой встрече ничего не заподозрил. От сладкого впадает в безумие и теряет контроль над своей способностью испускать лазерные лучи изо рта, что однажды привело к погрому в школе. 
Сэйю: Кацуюки Кониси (Спинель Сан); Юми Тома (Суппи)

### Фудзитака Киномото
Фудзитака Киномото (яп. 木之本 藤隆 Киномото Фудзитака) — отец Сакуры и Тои, вдовец. Спокойный и уверенный в себе, никогда не повышает голос и не ругает Сакуру, даже если она в чём-то провинилась. Сакура и Тоя, в свою очередь, очень ценят своего отца и стараются не создавать ему неприятностей.
Фудзитака преподаёт археологию в университете, часто ездит в командировки. Дома охотно готовит, любит проводить свободное время со своей семьёй.
Несмотря на обилие «кабинетной» работы находится в неплохой физической форме, что однажды продемонстрировал на одном из школьных праздников, победив в забеге мать Томоё.
Сэйю — Хидэюки Танака

## Второстепенные персонажи
- Клоу Рид (яп. クロウ・リド Куроу Ридо), англ. Clow Reed) — маг, создатель Карт Клоу, Кербероса и Юэ. Наполовину китаец (по матери), наполовину англичанин (по отцу), поэтому использовал в своей магии как западные, так и восточные мотивы. После смерти его магия и дух переселились в Эриоля.
Сэйю: Кадзуо Хаяси.

- Надэсико Киномото (яп. 木之本 撫子 Киномото Надэсико) — мама Сакуры и Тои, жена Фудзитаки и двоюродная сестра Сономи. Умерла от болезни в 28 лет, когда Сакуре было три года, но даже после смерти иногда приходит к ней в трудные моменты (например, когда Сакура заболела). Была очень оптимистичной, весёлой и энергичной, хотя очень неуклюжей; работала фотомоделью. Вышла замуж за Фудзитаку, который был её учителем, в возрасте 16 лет, тем самым невольно настроив свою семью против него (особенно Сономи). Вела памятный календарь, в котором отмечала значимые даты, а также хорошо играла на пианино.
Сэйю: Юко Минагути.

- Сономи Дайдодзи (яп. 大道寺 園美 Дайдодзи Сономи) — мама Томоё, глава компании по производству игрушек. Двоюродная сестра Надэсико, которую она очень любила (даже убедила Томоё отрастить длинные волосы, чтобы она напоминала Надесико). Вначале недолюбливала Фудзитаку за то, что он «отнял» у неё Надэсико, но затем примирилась с ним, поняв, что они были счастливы вместе. По характеру вспыльчивая и сентиментальная; из-за необходимости управлять компанией нечасто может проводить время с дочерью, но всё равно любит её; также хорошо относится к Сакуре.
Сэйю: Мики Ито.

- Тихару Михара (яп. 三原 千春 Михара Тихару) — одноклассница Сакуры и Томоё. Очень жизнерадостная, хорошо учится, является участницей группы поддержки. С детства дружит с Такаси Ямадзаки, но всегда заставляет его замолчать, когда он начинает рассказывать небылицы (правда, после прибытия Эриоля это стало сложнее). Носит две косы.
Сэйю: Мива Мацумото.

- Наоко Янагисава (яп. 柳沢 奈緒子 Янагисава Наоко) — одноклассница Сакуры, её часто можно увидеть в компании с Тихару и Рикой. Умная и начитанная девочка, особенно любит научную фантастику и фэнтези. Также обожает страшные истории (что Сакуре совсем не нравится из-за её боязни призраков) и верит в сверхъестественное; однажды написала собственную фантастическую историю, которая из-за карты Create развернулась на улицах города без её ведома. Имеет стрижку каре, носит очки.
Сэйю: Эми Мотои.

- Рика Сасаки (яп. 佐々木 利佳 Сасаки Рика) — одноклассница Сакуры, подруга Тихару и Наоко. Спокойная и добрая; прекрасно умеет шить и готовить. Влюблена в своего учителя Ёсиюки Тэраду.
Сэйю: Томоко Каваками.

- Такаси Ямадзаки (яп. 山崎 貴史 Ямадзаки Такаси) — староста класса Сакуры. С детства дружит с Тихару, которая ему очень нравится, хотя он этого и не показывает. Обожает рассказывать небылицы, причём если начнёт, то остановить его сможет только Тихару (и то не всегда); впрочем, если в его россказнях и встречаются факты, то они абсолютно правдивы.
Сэйю: Иссэй Миядзаки.

- Маки Мацумото (яп. 松本 真樹 Мацумото Маки) — владелица магазина плюшевых игрушек и сувениров Twin Bells, куда любят ходить Сакура с одноклассницами. Переехала в Томоэду после смерти своего жениха. Её магазин несколько раз становился центром внимания для карт: вначале Маки никак не удавалось навести порядок из-за карты Jump, затем среди новой продукции («карт удачи») случайно оказалась карта Shot, а ещё позже Сакуре удалось магическим образом выиграть в проводившейся Маки лотерее.
Сэйю: Котоно Мицуиси.

- иер. трад. Ван Вэй, упр. 偉望, ютпхин: Wěi Wàng — наставник Сяолана и Мэйлин, много лет служил семейству Ли, обучал Сяолана и Мэйлин боевым искусствам. Приехал вместе с ними в Томоэду; часто даёт различные советы относительно ловли Карт и не только. Магических способностей не проявляет, но есть подозрение, что они у Вэя имеются (в одной из серий Сяолан спрашивает у Мэйлин: «Компас Вэй заколдовал?»). Добродушный, тепло относится к своим подопечным.
Сэйю: Мотому Киёкава.

- иер. трад. Ли Елань, упр. 李 夜蘭, ютпхин: Lǐ Yèlán — мать Сяолана, глава семейства Ли, сильная волшебница. Её атрибут — магический веер. Отправила Сяолана в Томоэду собирать Карты Клоу, когда узнала, что они разлетелись. Напрямую появляется в первом полнометражном фильме.
Сэйю: Кикуко Иноэ.

## Критика
Джейк Годек на сайте THEM Anime оставил хвалебный отзыв о персонажах произведения, назвав их одной из лучших частей аниме и отметив их красивую детализацию. Робертом Энгьюеном персонажи Тоя и Юкито были отнесены к категории «бисёнэн». Джейсон Томпсон, говоря о персонажах, подчёркивал сюжетную важность каждого из них — «в аниме нет „плохих парней“, нет случайных людей, которые помогают Сакуре и больше никогда не появляются, и нет „хороших персонажей“, которые единожды помогают героине, а затем просто болеют за неё в стороне». Персонажа Эриоля Хирагидзаву он счёл похожим на Гарри Поттера.